# KCB (KICK CHOP BUSTERS)
KCB（ケーシービー）は、元ORANGE RANGEのKATCHANを中心に結成されたロックバンドである。元所属事務所はスターダストプロモーション、現在は不明。レコード会社はSTUDIOSEVEN Recordings (SME)。2008年5月21日、シングル「A RIZE」でデビューした。

## メンバー
KATCHAN（カッチャン） （ボーカル、ギター）
- 1983年6月19日生まれ。A型。公式サイトでは｢沖縄県出身｣と書かれているが、実際は、大阪府生まれの岐阜県育ち。後に沖縄県に引っ越す。
- KCBの発起人であり、リーダー。
- 元ORANGE RANGEのドラマー。ORANGE RANGE時代はその風貌から女性に見間違われる事もあった。
- アダムくんと、ミルクちゃんという愛犬（チワワ）を飼っている。
- JAEHEE(pixy)、YA-CHA、DAIKI脱退後、ドラムからボーカルに転向。

NAO-PON （ボーカル、ギター）
- 東京都出身。A型。魚座。
- 旧名はNAOTO（ナオト）。

ま～ （ドラムス）
- KATCHANの実弟である。
- 1988年12月9日生まれ。
- 旧名はMASARU（マサル）。

## 元メンバー
JAEHEE（ジェヒ）（ボーカル）
- 1983年4月27日生まれ。A型。韓国ソウル出身。
- 好きな歌手はMr.Children。カバーなどをやっているうちにバンドをやりたくなり、KATCHANの誘いでKCB加入。
- 2009年8月2日に音楽性の変化を理由にKCB脱退することをホームページで発表。
- 2009年11月11日、オフィシャルブログ「pixy-JAEHEE OFFICIAL BLOG」がアメーバブログでスタート。
- 2010年1月13日にpixy名義でソロデビューした。

DAIKI（ダイキ） （ベース）
- 1988年5月7日生まれ。北海道出身。O型。
- TSUKASAとは、専門学校が一緒だった。
- 2010年4月4日にKCB脱退することをホームページで発表。今はCURTISSというバンドでギターとボーカルを担当している。

YA-CHA（ヤーチャ） （ボーカル）
- 1987年3月23日生まれ。東京都出身。A型。
- ハワイで育った。2ndシングル「ナツコイ」のPVの撮影がハワイで行われたため、とても嬉しかったという。
- 2010年8月1日、脱退することをホームページで発表。
- 2011年10月25日にKangNam名義でM.I.Bというヒップホップグループとして韓国デビュー。ボーカルを担当している。

KAZUYA（カズヤ） （ボーカル）
- 2010年10月にKCB加入。ライブのMCではあまりトークをしないKATCHANに代わり、勢力的なMCトークを担当する。
- 「菅原かずや」名義でソロ活動も行ない、全ての楽曲に自身で作詞をしている。
- 2013年12月6日の吉祥寺SHUFFLEのワンマンライブをもって脱退。

TSUKASAX （ギター）
- 1983年4月21日生まれ。B型。沖縄県出身。
- KATCHANとは、高校時代の同級生。KATCHANがバンド活動再開を決めた際、真っ先に声を掛けたのがTSUKASAXである。
- 旧名はTSUKASA（ツカサ）。
- 2013年12月6日の吉祥寺SHUFFLEのワンマンライブをもって脱退。

YOSUKE（ヨウスケ） （ベース）
- 2013年12月6日の吉祥寺SHUFFLEのワンマンライブをもって脱退。

## 来歴
2006年夏、ORANGE RANGE脱退したKATCHANが、再びバンドを組んで音楽活動を始めようと、友人らとスタジオに出入りし始めたのが始まり。遊び程度の感覚で、様々なバンドのコピーをしていたが、プロとして再び活動をしていこうと決心する。同じようにプロ意識があったのが、その中にいたTSUKASAであり、2人でKCBを結成する。その後、活動の場を東京に移してメンバーを探す中でベースのDAIKI、ボーカルのJAEHEEと出会い、バンド形態が完成した。
2007年9月、KATCHANによるブログKCB（KatChanBlog）がスタート。KATCHANは2年ぶりに公に姿を見せた。スタジオでの様子や、メンバーの発表などを徐々に行っていき、同年12月、バンド名が正式に「KCB」に決定したことを報告。秋、一度オーディションを受けていたYA-CHAに再会。新たにボーカルとして加入した。
2008年1月1日、公式サイト開設。3月、ボーカルとしてYA-CHAが新たに加入したことを公式に発表。5月、デビューに先駆けて、大阪と東京でライブを行う。5月21日、シングル「A RIZE」でデビュー。
2009年4月30日、所属事務所のスターダストプロモーションとの契約が終了。8月2日、ボーカルのJAEHEEが音楽性の違いを理由に脱退。
2010年4月4日、ベースのDAIKIが脱退。8月1日、ボーカルのYA-CHAが脱退。YA-CHAが脱退したことによってメンバーがKATCHANとTSUKASAXのKCB結成当初の2人のみになった。9月25日、公式ブログで新メンバーを迎えてのKCB第2章をスタートすることを発表。新メンバーを迎えることでボーカル3人、ギター3人、ドラム2人でベースが不在という体制となる。10月31日、KCB第2章として初となるライブが行われた。11月6日、新メンバー（KAZUYA）の写真と名前が公式ブログにて公開された。12月8日、KCBのオフィシャルブログがアメーバブログでスタート。同時にKATCHANのオフィシャルブログもリニューアルされた。
2011年1月29日、KCB主催のライブでベースのYOUSUKEが新メンバーとして加入したことを発表した。
2013年12月6日、吉祥寺SHUFFLEのワンマンライブをもってKAZUYA、TSUKASAX、YOSUKEの3名が脱退。
2014年2月28日より、KCB第3章をスタートさせる事をホームページで発表。

## バンド名の由来
元々は、モバイル限定のKATCHANによるブログKCBがそのままバンド名になったものである。デモにはカッチャンバンドとして出したが、強そうな名前にしたいという事から、現在の公式名称「『KICK CHOP BUSTERS』の略称」という風に後付けした。

## 音楽性
KATCHANは、2008年2月号のPATi PATiのインタビューにおいて、KCBのサウンドイメージを「パーティー感のあるロックサウンド」と語っている。しかし、他のメンバーも作詞作曲を行っているため、必ずしも曲のイメージが一致するとは限らない。

## ディスコグラフィ

### シングル
|     | 発売日         | タイトル | 収録曲                                                                                              | 規格品番                        | 備考                                                              |
| --- | -------------- | -------- | --------------------------------------------------------------------------------------------------- | ------------------------------- | ----------------------------------------------------------------- |
| 1st | 2008年5月21日  | A RIZE   | 1. A RIZE 2. BTY 3. A RIZE(instrumental)                                                            | SRCL-6799                       | オリコン最高31位 テレビ朝日系海外ドラマ『Beyond the Break』主題歌 |
| 2nd | 2008年7月30日  | ナツコイ | 1. ナツコイ 2. GO!IN! 3. ABC 4. ナツコイ(instrumental) 5. GO!IN!(instrumental) 6. ABC(instrumental) | SRCL-6822                       | オリコン最高40位                                                  |
| 3rd | 2008年11月26日 | stellar  | CD 1. stellar 2. Heigh-pooooo!! 3. stellar(instrumental) DVD 1. stellar (ミュージックビデオ)        | SRCL-6928/9:CD+DVD SRCL-6930:CD | カプコンゲームソフト「流星のロックマン3」CMソング                 |

- 「GET DOWN/SETSUNA」（2012年12月）
- 「MEMORY/足跡」（2013年1月）
- 「HYPER SURVIVOR/涙」（2013年2月）

### ミニ・アルバム
- 「favorite selection」（2010年5月19日）
- 「ONE」（2011年3月26日）
- 「TWO」（2012年1月19日）